# Шарий, Анатолий Анатольевич
Анато́лий Анато́льевич Шари́й (укр. Анатолій Анатолійович Шарій; род. 20 августа 1978, Киев) — украинский пророссийский журналист и видеоблогер. Основатель интернет-издания «Шарий.net» и «Партии Шария». Также Шарий выступал с критикой российской оппозиции, в частности, в адрес Алексея Навального. Заочно осуждён в Украине за госизмену в ходе вторжения России в Украину.
16 февраля 2021 года Служба безопасности Украины объявила Шарию о подозрении в совершении преступления по двум статьям Уголовного кодекса Украины — ч. 1 ст. 111 (Государственная измена) и ч. 1 ст. 161 (Нарушение равноправия граждан в зависимости от их расовой, национальной принадлежности, религиозных убеждений, инвалидности и по другим признакам). 25 февраля объявлен в государственный розыск. 20 августа 2021 года президент Владимир Зеленский ввёл в действие решение СНБО о введении санкций против Шария.
После вторжения России на Украину в феврале 2022 года Шарий назвал войну «кошмаром», но продолжил критику украинской власти. В мае 2022 года Шария задержали в Испании по запросу украинских властей, однако вскоре дело об экстрадиции было закрыто в связи с непредоставлением Украиной необходимых документов. 4 июня 2025 года был заочно осуждён в Украине к 15 годам тюрьмы за госизмену. По версии прокуратуры, Шарий помогал россиянам снимать постановочные видео с допросами украинских военнопленных, обрабатывал их таким образом, чтобы убрать дискредитирующие Россию элементы (в частности, кадры с признаками пыток), и затем публиковал полученные ролики.
В июне 2019 года Шарий объявил об основании «Партии Шария». 16 июня 2022 года львовский суд запретил её деятельность.

## Ранние годы и личная жизнь
Родился 20 августа 1978 года в Киеве. Отец занимал руководящую должность в строительстве. Мать в кризисные годы работала на заводе «Киевприбор».
С 15 до 25 лет, по собственному признанию, Шарий проводил разные бизнес-сделки (в том числе незаконные). С 17 до 26 лет имел игровую зависимость. Утверждал, что окончил институт разведки при Киевском танковом инженерно-техническом училище. При этом в раннем интервью отметил, что свой паспорт получил только в 25 лет и, чтобы не идти служить в армию, украл своё личное дело из военкомата.
Первая жена — журналистка Ольга Рабулец, по состоянию на март 2012 года работала редактором ряда глянцевых журналов «Love», «Твоё здоровье», «Твой малыш», «Счастливые родители».
Вторая жена — журналистка Ольга Бондаренко. Ольга приняла фамилию мужа — Шарий. Является главным редактором сайта «Sharij.net», также занимается блогерством.
Как сообщает издание Слідство.Інфо, в августе 2019 года Шарий стал владельцем дома площадью 230 квадратных метров стоимостью около миллиона евро в городе Рода-де-Бара (Каталония) на берегу Средиземного моря в Испании.

## Журналистская деятельность на Украине
Шарий начал заниматься журналистикой в начале 2005 года. Он начинал свою карьеру, работая в глянцевых изданиях «Натали», «Единственная», «Полина», «Школа жизни»; в украинской газете «Сегодня», а также писал статьи для украинского приложения газеты «Московский комсомолец». С 2008 года Шарий регулярно публикуется в интернет-изданиях From-UA, «Обозреватель». С 2008 по 2012 год был руководителем отдела расследований сайта «Обозреватель».
В октябре 2009 года Шарий опубликовал в издании From-UA статью «Публичный детский дом». Летом 2010 года Оксана Дроган, исполнительный директор благотворительного фонда «К», который строил фешенебельный детский дом и владеет им, подала в суд на Шария, обвиняя его в клевете. 4 августа 2010 года Шарий опубликовал вторую статью «За статью о педофилии — под суд», в которой рассматривал обвинительный процесс. Шарий заявил, что 15 сентября ему угрожали расправой с одесского стационарного телефона. 19 сентября Шарий был признан виновным решением суда по иску детского дома «Жемчужинка» и был обязан компенсировать Фонду «К» моральный ущерб в размере 1000 гривен.
Суд Киево-Святошинского района признал статью Шария «Луценко готовят побег?» от 23 февраля 2011 год недостоверной и унижающей честь и достоинство политика Юрия Луценко.
В 2011 году совместно с журналистами канала «1+1» Шарий провёл серию расследований, посвящённых «крышеванию» наркоторговли на Украине Управлением по борьбе с незаконным оборотом наркотиков.
6 июня в День журналиста Украины Шарий был награждён заместителем министра внутренних дел Василием Фаринником «за профессионализм и объективность при освещении работы МВД».

### Преследования, покушение

#### Стрельба в «Макдональдс»
Борюсь, но силы, как финансовые, так и элементарные физические, тают. Я не боюсь смерти, о чём заявлял неоднократно. В конце концов все мы когда-нибудь умрем. Но я, умирая, буду улыбаться, ибо сделал много для того, чтобы очистить этот стремительно катящийся в бездну мир от скверны. Я не психбольной, не подумайте. Я просто делаю свою работу. Полагаю, что если бы 10% журналистов просто делали РАБОТУ, то жизнь в этой проклятой и забытой Богом стране Украине стала бы лучше в сотни раз…
1 мая 2011 года Шарий дважды выстрелил в посетителя закусочной «Макдональдс» в Киеве. Согласно версии Шария, когда он обедал с женой, к столику подошёл неизвестный и начал их оскорблять. Журналист попросил его успокоиться, на что тот предложил выйти «разобраться». Вне стен Макдональдса Шарий дважды выстрелил в него из травматического пистолета, попав в ногу и живот. Шарий сам вызвал милицию, был задержан, его пистолет был изъят.
20 июня Шарий дал пресс-конференцию в «Обозревателе» и заявил, что «дело о стрельбе в „Макдональдсе“» — это давление со стороны МВД и УБНОН; также он рассказывал, что проживает открыто, сотовый телефон не менял. Издаваемая в США газета «Еврейский мир» разместила статью, где утверждалось, что имя неизвестного, спровоцировавшего конфликт в закусочной, фигурировало в списках внештатных агентов киевской милиции. 21 июня против Шария возбудили уголовное дело по статье 296 ч. 4. Уголовного кодекса. В «Обозреватель» явились сотрудники милиции и под запись видеокамер передали Шарию повестки. Следователи Шевченковского СО ТВМ-3 расследовали дело за четыре рабочих дня. 29 июня ему вручили постановление. В ходе суда по делу № 10-26059 по стрельбе в «Макдональдс» свидетели обвинения заявили, что перед дачей показаний в Шевченковском РУ ГУ МВД Киева их ознакомили с видеозаписями камер наблюдения. Судья Шевченковского суда города Киева отказал во всех ходатайствах по поводу вызова в суд свидетелей по делу, способных поставить под сомнение обвинительное заключение, об истребовании видео из зала Макдональдса, об истребовании схемы размещения столов, и т. д. На суде пообещали присутствовать наблюдатели от «представительства Еврокомиссии в Киеве».
В ноябре по результатам расследования Шария задержали киевского убийцу собак. «Два дня назад „Свідок“ рассказывал историю о 19-летнем парне, который с особым садизмом издевался над животными. Видео страшных мучений извращенец публиковал в Интернете. На след подонка первым вышел журналист, и, наконец, его задержала милиция».

#### Покушение
12 июля 2011 года Шария и съёмочную группу канала «1+1» заперли в помещении казино. После этого в 3:30 ночи на улице Радченко по автомобилю Шария был произведён выстрел. В результате было прострелено лобовое и заднее стекло автомобиля. Анатолий Шарий заявил, что отказался писать заявление и признать себя потерпевшим.
14 июля дело о покушении было взято под личный контроль Президента Украины Януковича, заместителя Генерального прокурора Кузьмина и министра внутренних дел Могилёва. Допросы Шария длились по 6—10 часов, 15 июля у него взяли отпечатки пальцев и образцы ДНК.
По факту покушения на журналиста в октябре 2011 года было возбуждено уголовное дело № 09-22896 по части 2 статьи 383 Уголовного кодекса Украины. Начальник пресс-службы киевской милиции Владимир Полищук выдвинул версию, согласно которой Шария «хотели только напугать», поскольку стрельба началась, когда он уже выскочил из машины.
27 октября Шарий опубликовал открытое письмо министру внутренних дел Могилёву, обвинив того в давлении. Шарий заявил, что МВД Украины разослало в СМИ пресс-релиз, в котором Шария называют преступником.

## Получение политического убежища
В ежегодном отчёте правозащитной организации Human Rights Watch за 2011 год нападение на Шария было упомянуто как одно из подтверждений ухудшения ситуации для журналистов на Украине.
7 февраля 2012 года Шарий был объявлен во всеукраинский розыск. 19 марта 2012 года он дал интервью, в которых заявил, что находится в Евросоюзе и попросил убежища в Литве.
8 июня 2012 года СМИ сообщили о том, что Шарий получил убежище в Евросоюзе. Шарий является первым украинским журналистом, который получил статус беженца в странах ЕС за последние годы.
По заявлению самого Шария, ему помогало много людей, в том числе экс-министр экономики Украины Богдан Данилишин (соратник Юлии Тимошенко).
16 июля 2013 года Шарий был арестован в Нидерландах Интерполом по запросу украинских властей. 18 июля МИД Украины сделал заявление о возможной экстрадиции Шария. Однако в этот же день суд Нидерландов отказал Украине в экстрадиции.
В феврале 2015 года появилась информация, что находящийся в Литве Шарий может быть лишён статуса беженца и выдан правоохранительным органам Украины: после обвинительных статей одного литовского журналиста Министерство внутренних дел Литвы начало проверку его дела и инициировало определённые юридические процедуры.

## Деятельность после 2014 года
После событий Евромайдана зимой 2013—2014 годов Шарий стал известен как политический блогер, выступающий по вопросам Евромайдана и войны на Донбассе. Взгляды Шария часто повторяли тезисы российских государственных СМИ. Так, войну на Донбассе он называл «гражданской», не признавая там наличия российских войск. В апреле 2014 года Шарий в своём видеоблоге назвал жителей западной Украины людьми «второго сорта», «полукровками» и «внуками помощников батраков». При этом он отрицал, что является пророссийским блогером.
14 ноября 2017 года Шарий вступил в Европейскую федерацию журналистов и получил соответствующее удостоверение международного образца.
В 2017 году одним из объектов критики Шария стал политик Алексей Навальный. Шарий говорил, что фильм «Он вам не Димон» якобы сделали не в Фонде борьбы с коррупцией (ФБК), а «ребята, плохо говорящие по-русски, но профессионалы». По поводу антикоррупционных протестов в России 26 марта 2017 года Шарий заявил, что правоохранительные органы не должны «ждать, когда будут первые „коктейли Молотова“».
26 августа 2018 года верифицированный аккаунт Шария в Facebook, на который были подписаны около 280 тыс. человек, был заблокирован на месяц. На следующий день Шарий заявил, будто администраторы-украинцы сделали это по пожеланию администрации Порошенко.
Лоббированием закрытия уголовных дел против Анатолия Шария и главного редактора издания «Страна.ua» Игоря Гужвы занимался юрист и бывший заместитель главы администрации президента во времена президентства Виктора Януковича Андрей Портнов.
В августе 2019 года Анатолий Шарий оскорбил журналистов ряда украинских СМИ, присоединившись к аналогичным высказываниям депутата от партии «Слуга народа» Максима Бужанского.
С октября 2019 года стал часто появляться на пророссийских украинских телеканалах, входящих в единый медиахолдинг Новости депутата от ОПЗЖ Тараса Козака: 112-Украина (с 25 октября — ведущий еженедельной программы), NewsOne и ZIK (25 октября — первое появление в эфире). Данные СМИ предоставляли Шарию возможность выходить в прямой эфир программ с другими гостями, а другие гости и ведущие телеканалов активно упоминали его персону.
Президента Владимира Зеленского видеоблогер называл «убийцей» и человеком «с кровью на руках», обвинял в использовании «эскадронов смерти», диктаторских замашках и использовании против его партии силовиков и сотрудников СБУ. Издание «Детектор медиа» назвало подобные заявления политтехнологией, пытаясь создать у избирателей впечатление эффективного выбора против сильного противника.

### Публикации
Шарий проводил провокации против украинских СМИ: в сентябре 2018 года предоставил поддельные документы для программы телеканала «Эспрессо TV» «Шустрова Live» о возможном финансировании телеканала NewsOne российским олигархом Олегом Дерипаской (на основании репортажа которого глава фракции «Народного фронта» Максим Бурбак подал запрос в СБУ).
12 мая 2018 года Шарий опубликовал скриншоты закрытых постов в Facebook'е консула Украины в Гамбурге Василия Марущинца, которые содержали призывы «Смерть антифашистам», комментарии «Быть фашистом — почётно» и заявления в духе «Жиды объявили войну Германии ещё в марте 1934 года». Публикация скриншотов вызвала общественный резонанс, 30 мая на сайте МИД Украины появилось сообщение о том, что Марущинец был уволен из министерства, а копия дисциплинарного взыскания была передана для дальнейшего расследования в правоохранительные органы.
4 июня 2018 года супруги Шарий опубликовали, как они утверждают, документы допросов в 2014 году российскими следователями украинского активиста Геннадия Афанасьева. Согласно документам, Афанасьев свидетельствовал против Олега Сенцова. О показаниях Афанасьева было известно с 2014 года, при этом сам Афанасьев в 2015 году от них отказался: по словам адвокатов, признания были сделаны под пытками. Публикация широко освещалась на пророссийских телеканалах 112 Украина и NewsOne, при этом ни сам Афанасьев, ни его представители на телеканалах не выступали. Ряд украинских СМИ отметили слаженность освещения темы супругами Шарий и телеканалами. Издание «Детектор медіа» и блогер Алексей Копытько указали на то, что первоначально публикация Ольги Шарий не вызвала ажиотажа, а освещение началось лишь 6 июня на телеканале NewsOne: ведущие телеканала начали задавать нескольким гостям вопросы о допросах Афанасьева, называя это «мутной историей», а сами гости не могли сказать ничего внятного.
С ноября 2019 года, в связи с шестой годовщиной Евромайдана, совместно с бывшим министром юстиций времён Януковича Еленой Лукаш и бывшим первым заместителем администрации Януковича Андреем Портновым Шарий начал публикацию дезинформации о протестах. Лукаш и Шарий заявили, что список Небесной сотни был «сфальсифицирован по политическим мотивам».
В январе 2020 года Анатолий Шарий опубликовал некоторые материалы уголовного дела по убийству журналиста Олеся Бузины, совершённому в Киеве в апреле 2015 года. По заявлению блогера, подозреваемых отпустили, а чиновники из правительства Зеленского сознательно привлекали их к своей работе в убийстве Бузины для того, чтобы те могли избежать наказания.
14 января 2020 года в Департаменте ЖКХ города Николаева сотрудники СБУ провели обыск, основанный на постановлении, выданном в рамках расследования уголовного производства о возможных нарушениях при реконструкции Соборной площади. Как признал мэр Николаева Александр Сенкевич, обыски были проведены из-за публикации Анатолия Шария, который ещё в сентябре 2019 года в одном из своих видео поставил под сомнение прозрачность тендера на реконструкцию площади и предположил наличие сговора между компанией, выигравшей тендер по завышенной цене, и городской администрацией.

### Расследования в отношении Шария
В 2018 году Печерский районный суд города Киев дал Национальной полиции Украины разрешение обратиться в компанию Google с запросом о данных YouTube-канала Шария.
В апреле 2019 года Шевченковский районный суд Киева постановил вернуть дело о стрельбе в Макдональдсе на дорасследование в прокуратуру Киева. Судья Соломенского райсуда Киева Оксана Криворот вынесла решение об отмене меры пресечения в виде ареста и снятии Шария с розыска ещё 18 сентября 2019 года. Прокуратура обжаловала это решение, но 17 февраля 2020 года проиграла апелляцию, и в апреле 2020 года блогера сняли с розыска МВД, в котором он находился с 2012 года.
1 июня 2020 года в отношении Анатолия Шария было возобновлено уголовное производство по статье 383 ч. 2 («Заведомо ложное сообщение о совершении преступления»).
2 июня 2020 года в ЕРДР было внесено дело об отмывании партией Шария доходов, нажитых преступным путём. Согласно доносу, Шарий незаконно финансировал партию через подставную организацию. 26 июня Государственная фискальная служба Украины вызвала Анатолия Шария в Киев на допрос как свидетеля в рамках производства по ч. 2 ст. 209 («легализация (отмывание) денежных средств и другого имущества, добытых преступным путём по предварительному сговору лиц»).
В июле 2020 года Окружной административный суд города Киева открыл производство о запрете деятельности политической партии «Партия Шария». Дело было открыто по правилам упрощённого искового производства, без уведомления участников дела. Анонимный истец просил суд признать противоправной бездеятельность Министерства юстиции Украины относительно непринятия решения по поводу несоответствия деятельности «Партии Шария» требованиям Закона «Об осуждении коммунистического и национал-социалистического (нацистского) тоталитарных режимов в Украине и запрет пропаганды их символики».
В августе 2020 года в ГФС против Анатолия Шария возбудили уголовное дело по статье о подделке документов при регистрации ФЛП.
В октябре 2020 года в СБУ было заведено уголовное производство № 22020101110000197 с формулировкой «по признакам совершения преступления, предусмотренного ч. 1 ст. 110 УК» (посягательство на территориальную целостность и неприкосновенность Украины).
В ноябре 2020 года Национальное агентство по предотвращению коррупции передало в Нацполицию материалы о Партии Шария, касающиеся опубликованной ею в сети информации о закупке аппаратов ИВЛ на 9 миллионов гривен. Агентство сообщило, что собранные материалы были переданы в Нацполицию, которая открыла по ним уголовное производство.
В октябре 2020 года в Окружной административный суд города Киева обратился Виктор Шарий, который ранее давал согласие на использование своей фамилии при регистрации Партии Шария. В интервью телеканалу Громадське ТБ Виктор Шарий заявил, что разрешил использовать свою фамилию в названии партии за 500 долларов. 11 декабря 2020 года Окружной административный суд Киева закрыл производство по делу по иску Виктора Шария в Министерство юстиции Украины. 16 февраля 2021 года в Днепре сотрудники СБУ задержали Виктора Шария. Спустя двое суток Виктор Шарий появился в студии телеканала «Громадське», где сообщил, что устал от постоянной ассоциации с Партией Шария и никакого давления на него никогда не оказывалось, а на видео якобы задержания Виктора, которое ранее опубликовал Анатолий Шарий, на самом деле запечатлён другой человек.
16 февраля 2021 года Служба безопасности Украины объявила подозрение Анатолию Шарию по двум статьям Уголовного кодекса Украины — ч. 1 ст. 111 (Государственная измена) и ч. 1 ст. 161 (Нарушение равноправия граждан в зависимости от их расовой, национальной принадлежности, религиозных убеждений, инвалидности и по другим признакам).

### После вторжения России на Украину
По сообщению испанской газеты «El Mundo», 4 мая 2022 года Анатолий Шарий был задержан в Таррагоне (Испания) в рамках операции под руководством Информбригады Каталонии. 5 мая блогер предстал в распоряжение Национального Высокого Суда; его адвокат ранее защищал Карлеса Пучдемона и Гонсало Бойе. Глава Центрального учебного суда № 4 Хосе Луис Калама временно освободил Шария с обязательством появляться каждые 15 дней в суде, соответствующем его адресу проживания. У Шария также был изъят паспорт, ему было запрещено покидать страну. Как сообщала газета, появление в суде было призвано лишь исправить процессуальное положение подсудимого. У Украины оставалось 40 дней на то, чтобы подать запрос об экстрадиции. Прокуратура рассмотрит[когда?] преступления, в которых он обвиняется, и факты, на которых основывается обвинение, чтобы определить, поддерживает ли он выдачу. Решение вынесет суд.
13 августа 2022 года стало известно, что Генеральная прокуратура Литвы начала расследование в отношении Анатолия Шария по подозрению в отмывании денег. По информации литовского издания 15min, поводом к расследованию послужило заявление российского юриста Марка Фейгина о том, что с 2012 года Анатолий Шарий, будучи резидентом Литвы, мог вести незарегистрированную деятельность, получать незадекларированные доходы от российских источников и не платить налоги.
6 марта 2024 года Шарий сообщил, что его автомобиль в Барселоне был обстрелян. Он заявил, что меньше чем за неделю до этого он предоставил полиции Испании информацию о готовящемся покушении. Среди переданных сведений была аудиозапись о заказе на €100 тыс., а также персональные данные двух людей, которые могли иметь отношение к покушению.
4 июня 2025 года был заочно осуждён в Украине к 15 годам тюрьмы с конфискацией имущества за госизмену. По версии прокуратуры, Шарий помогал россиянам снимать постановочные видео с допросами украинских военнопленных, обрабатывал их таким образом, чтобы убрать дискредитирующие Россию элементы (в частности, кадры с признаками пыток), и затем публиковал полученные ролики.

## Санкции
20 августа 2021 года Анатолий Шарий был включён в санкционный список Украины как «прокремлёвский видеоблогер, бизнесмен, пропагандист». Также санкции были введены против его жены Ольги Шарий, её матери Аллы Бондаренко и издания «Шарий.нет»:

Шарий дискредитировал государственную политику Украины, заведомо и целенаправленно распространял манипулятивную, искаженную информацию о правительственных инициативах и событиях на востоке страны. Он регулярно распространяет неправдивые утверждения и манипуляции других силовых структур на Донбассе. Постоянный участник пропагандистских ток-шоу на российских телеканалах. Шарий активно сотрудничает с такими российскими изданиями, как «Московский комсомолец», «Вести FM», «Россия 1», «Эхо Москвы», «Царьград» и др. С 2014 года Шарий является автором видеоблога на YouTube, где открыто выражает позицию противников суверенитета Украины.— «Национальное агентство по предотвращению коррупции»
16 февраля 2022 года украинский президент Владимир Зеленский ввёл новые санкции против Шария, которые предусматривали блокировку сайта «Шарий.net» на территории Украины за распространение «антиукраинской пропаганды». 7 марта 2022 года YouTube-каналы Анатолия Шария и Ольги Шарий были заблокированы на территории Украины по требованию правительства Украины.

## Судебные иски, поданные Анатолием Шариём

### Иски против Марка Фейгина и жалоба
13 июля 2017 года в эфире программы «Своя правда» на радиостанции «Говорит Москва» Марк Фейгин заявил: «Он [Шарий] проходит по делу о педофилии, я думаю, что им есть кому заниматься. Так что этого товарища, надеюсь, рано или поздно привлекут к ответственности». На возражение ведущего, что информация об уголовном деле против блогера является недостоверной, Фейгин в утвердительной форме заявил: «Насчёт Шария? Вполне достоверная».
18 июля 2017 года адвокаты Шария обратились в Хамовнический суд города Москвы и в Следственный комитет России в связи с заявлением адвоката Фейгина, который обвинил его в совершении преступления сексуального характера. Сам журналист просил опровергнуть распространённые адвокатом сведения.
25 октября 2017 года Хамовнический суд Москвы удовлетворил иск Шария, обязав Фейгина опровергнуть распространённые им сведения и взыскав с него 66 тысяч рублей на покрытие судебных расходов. 27 декабря 2018 года Марк Фейгин, исполняя указанное решение суда, в очередной раз появился в эфире «Говорит Москва», где опроверг ранее распространяемую им ложную информацию о том, что Анатолий Шарий где-либо проходит по делу о педофилии.
В декабре 2017 года стало известно, что адвокат Шария Сталина Гуревич подала жалобу на Марка Фейгина в квалификационную комиссию Московской городской коллегии адвокатов и Министерство юстиции Российской Федерации (позже поддержавшее жалобу) обвиняя коллегу в оскорблениях её и её клиента в социальных сетях до и после процесса. Фейгин называл иск попыткой вывести из процесса по делу украинского журналиста Романа Сущенко. Начало рассмотрения жалобы было намечено на 24 января 2018 года.
В июле 2018 года Шарий подал новый иск к Фейгину с требованием о взыскании около трёх миллионов рублей компенсации за нанесение морального вреда и опровержении всей той информации, которую Фейгин на протяжении года распространял в отношении него в Twitter. Форум «Свободной России», среди участников которого является и Фейгин, внёс Шария в «Список Путина» за «педофилию и соучастие в аннексии территорий Украины».

### Прочие иски
- В феврале 2017 года Шарий потребовал через суд опровергнуть информацию из статьи журналиста Богдана Логвиненко «Друга найчисленніша біомаса. Про „Дождь“ і не тільки»[121], опубликованную интернет-изданием «Детектор медиа», как порочащую его честь, достоинство и деловую репутацию. В статье Шарий был назван «рупором русского мира» и «скандальным украинским псевдобеженцем»[122]. Иск был отклонён Шевченковским районным судом Киева, и апелляционным судом[123][124].
- 14 августа 2017 года Анатолий Шарий заявил о принятии Киевским судом своего иска к телеканалу «Эспрессо» и журналисту Виталию Портникову, назвавшего его в эфире «кремлёвским проектом» и сказавшего о связях деятельности блогера с «российскими хозяевами»[125].
- В мае 2020 года Печерский районный суд Киева удовлетворил иск Шария против Порошенко о защите чести и достоинства: ранее во время визита в Ровненскую область Порошенко заявил, что Шарий работает на РФ. В октябре 2020 года Киевский апелляционный суд пересмотрел решение в пользу Порошенко[126].
- 25 мая 2020 года Шарий выиграл суд против издания «Обозреватель». Васильковский районный суд Киевской области постановил признать недостоверной и удалить некоторые статьи сайта «Обозреватель» о педофилии блогера, где источником выступает бывший российский адвокат Марк Фейгин, а также обязал ООО «Золотая Середина», владеющее изданием «Обозреватель», выплатить Шарию 10 тысяч гривен в качестве моральной компенсации и суду 37,7 тысяч гривен в качестве судебных издержек. Согласно решению суда «Обозреватель» разместил на своём сайте полное решение суда без изменений и комментариев[127].
- 4 декабря 2020 года Печерский районный суд города Киева удовлетворил иск Шария к ООО «Информационное агентство „Украинская правда“» о защите чести, достоинства и деловой репутации. Иск был подан из-за статьи интернет-издания «Украинская правда», в которой указано, что Шарий — это «блогер, которому ранее бонзы ПР заказывали сюжеты в войне друг с другом». Однако указанная как ответчик организация не имеет отношения к интернет-изданию и лишь носит схожее название[128].
- В 2021 году в апелляционном суде Анатолий Шарий проиграл иск против «Форума свободной России»: в 2017 году организация включила его в «Список Путина»; Шарий требовал компенсацию за «моральный ущерб»[129][130].

## Взгляды

### Политические убеждения
Считает Донецк и Луганск территорией Украины. Не поддерживает аннексию Крыма Россией в марте 2014 года.

#### Отношение к ЛГБТ и цыганам
Шарий активно высказывался против ЛГБТ-движения. В частности, он писал, что «пусть [гомосексуальные люди] сидят и радуются, что их ещё не убивают».
Летом 2020 года журналист Сергей Иванов выложил в своём Facebook скрины с публикациями Анатолия Шария из 2010 года, в которых он проявил понимание уничтожению гомосексуалов и цыган в газовых камерах во времена Третьего Рейха.
В марте 2021 года Анатолий Шарий опубликовал пост, в котором отреагировал на публикации, воспроизводящие его высказывания о геях и цыганах от 2010 года, заявив, что он переосмыслил своё отношение к ним.

## Оценки и критика
Журналист Сергей Голубицкий в своей статье для «Новой газеты», рассуждая о причинах популярности Шария в YouTube, назвал одной из них подстраивание им своей деятельности под интересы массы, а внешнего вида — под среднестатистический. Популярность Шария журналист объясняет в том числе его биографией:

«…Отчаянность Шария — это то, что рядовые русские и украинцы не смеют вообразить в собственной биографии, и эта отчаянность (на грани безбашенности), безусловно, обеспечивает его мифологическому образу печать эксклюзивности…»
Ряд украинских политиков и СМИ называет Анатолия Шария пророссийским или путинским пропагандистом, а также украинофобом, поскольку, по их мнению, он ретранслирует информацию, дискредитирующую украинскую символику, украинскую армию, украинское правительство и Украину в целом. Так же о нём высказываются некоторые оппозиционные российские политики, например Алексей Навальный.

### Оценки видеоблога
Анатолий Шарий известен как видеоблогер, создавший яркий образ «Новых медиа». По оценкам кандидата философских наук Андрея Дружинина в 2016 году, видеоблог Шария является абсолютным лидером по числу просмотров в русскоязычном секторе YouTube, а аудитория сопоставима с числом зрителей эфирных телеканалов. В центре внимания на канале находятся события на Украине. Анализируя характер подачи, Дружинин отмечает, что для канала характерен грубовато-ироничный тон, подчёркнуто небрежное качество подготовки видео. В монтаже присутствует осознанное избегание традиций и жанров, присущих эфирному телевидению. Многие из сюжетов на канале Шария построены на основании сравнения высказываний политиков разных лет и выявления в них внутреннего противоречия. Другие сюжеты построены вокруг критического разбора публикаций в украинских СМИ. Дружинин отмечает относительно небольшое жанровое разнообразие роликов у Шария по сравнении с другими популярными видеоблогами. В заключении Дружинин добавляет: видеоролики Шария, как и некоторых других блогеров, готовятся с расчётом на широкую аудиторию: с совершенно различным образованием, интеллектом, гражданской активностью и оценкой происходящих событий.
7 марта 2022 года YouTube заблокировал канал блогера Анатолия Шария на территории Украины. Об этом заявил министр цифровой трансформации страны Михаил Фёдоров.

## Рейтинги
В 2017 году информационное агентство УНИАН опубликовало рейтинг самых авторитетных личностей в украинском сегменте Facebook'а и Твиттера, в котором Анатолий Шарий находится на 12 месте с совокупной аудиторией 511 000 человек (в сегменте).
В июле 2019 года Евгений Мураев, получив доступ к статистике на компьютере Шария, заявил, что среди аудитории блогера «Украина покрыта всего на 24 %. Основные его зрители в России, Казахстане, Беларуси и даже Канаде».
По данным «Brand Analytics», за февраль 2019 года канал Анатолия Шария на YouTube среди русскоязычных блогеров занял первое место по вовлечённости аудитории. В апреле 2019 года число подписчиков достигло 2 миллионов человек.

## Награды и премии
- Международная интернет-премия Yousmi Web-Journalism Awards в любительской номинации «Лучший рассказ» (Беларусь, 2009)[154].